# Hickory (Pflanze)

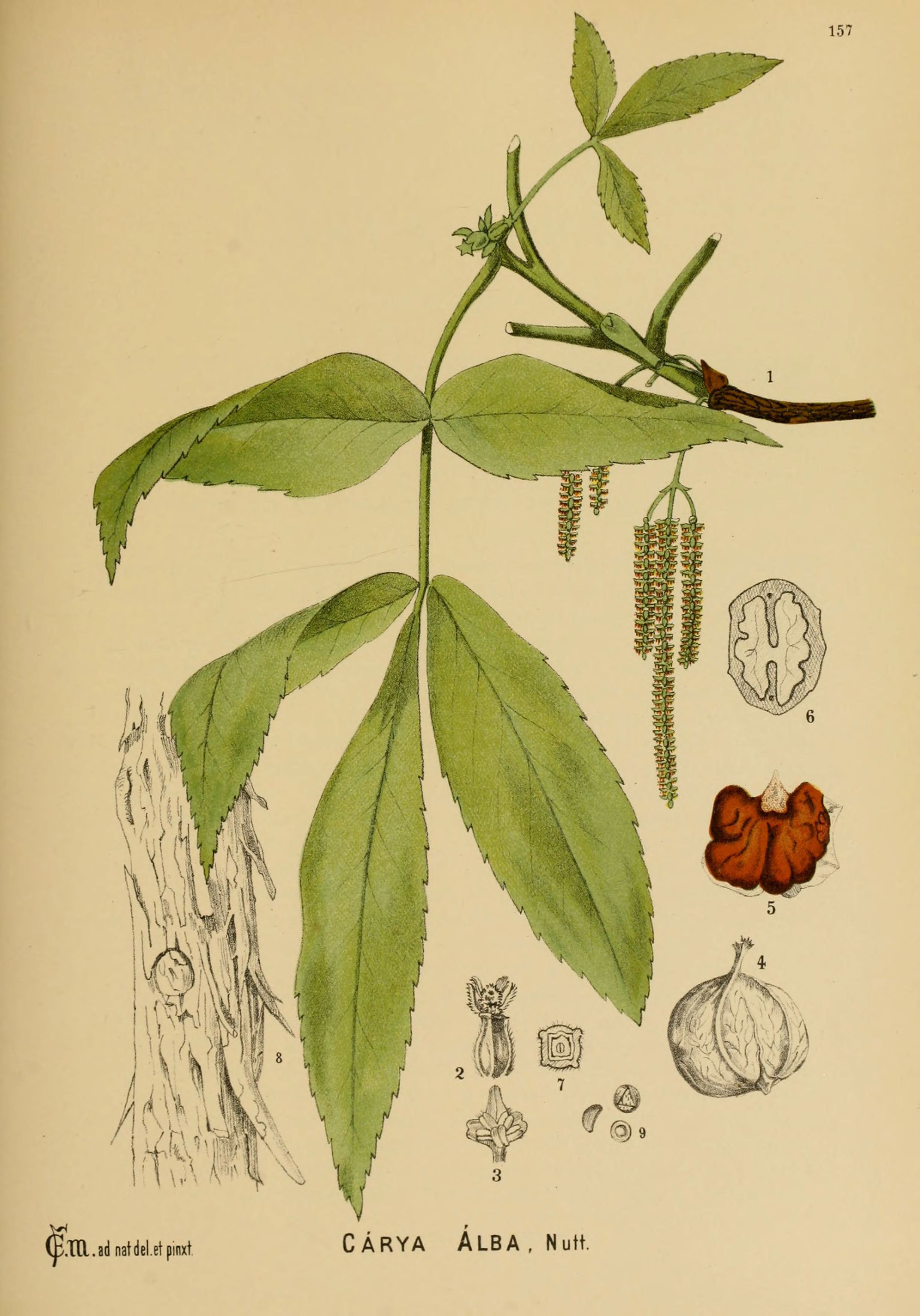
Illustration von Carya tomentosa

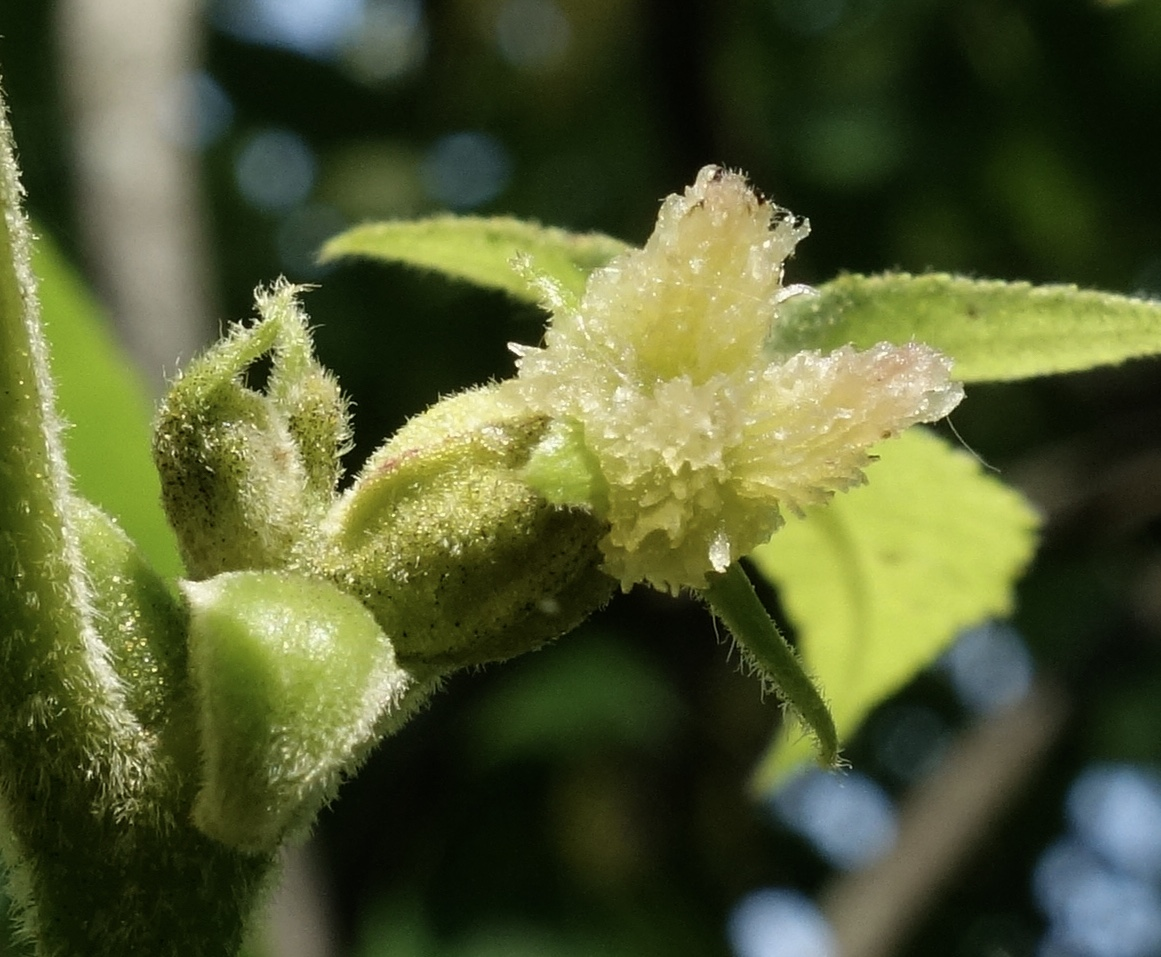
Weibliche Blüte von Carya tomentosa

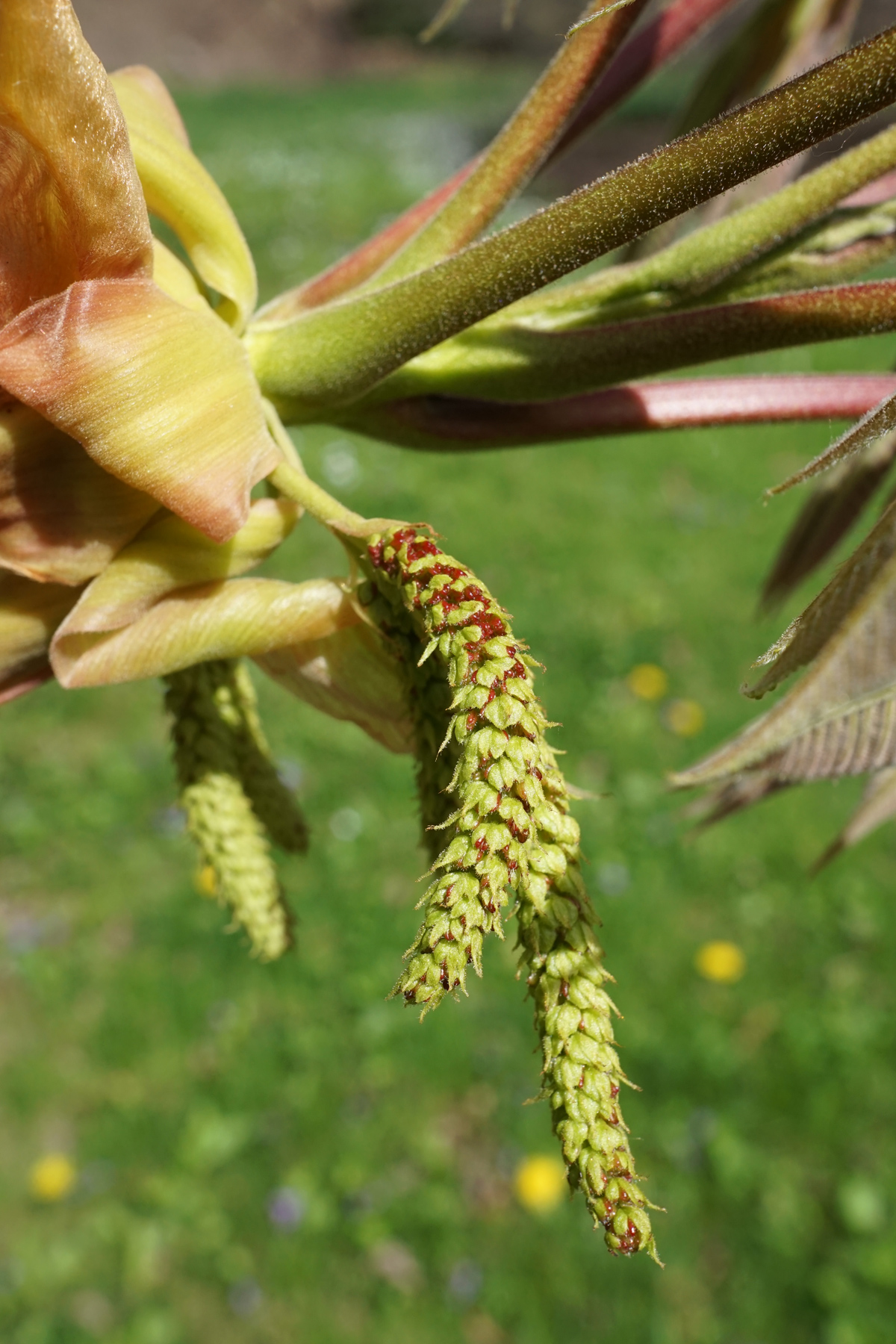
Männliche Blütenstände von Carya laciniosa

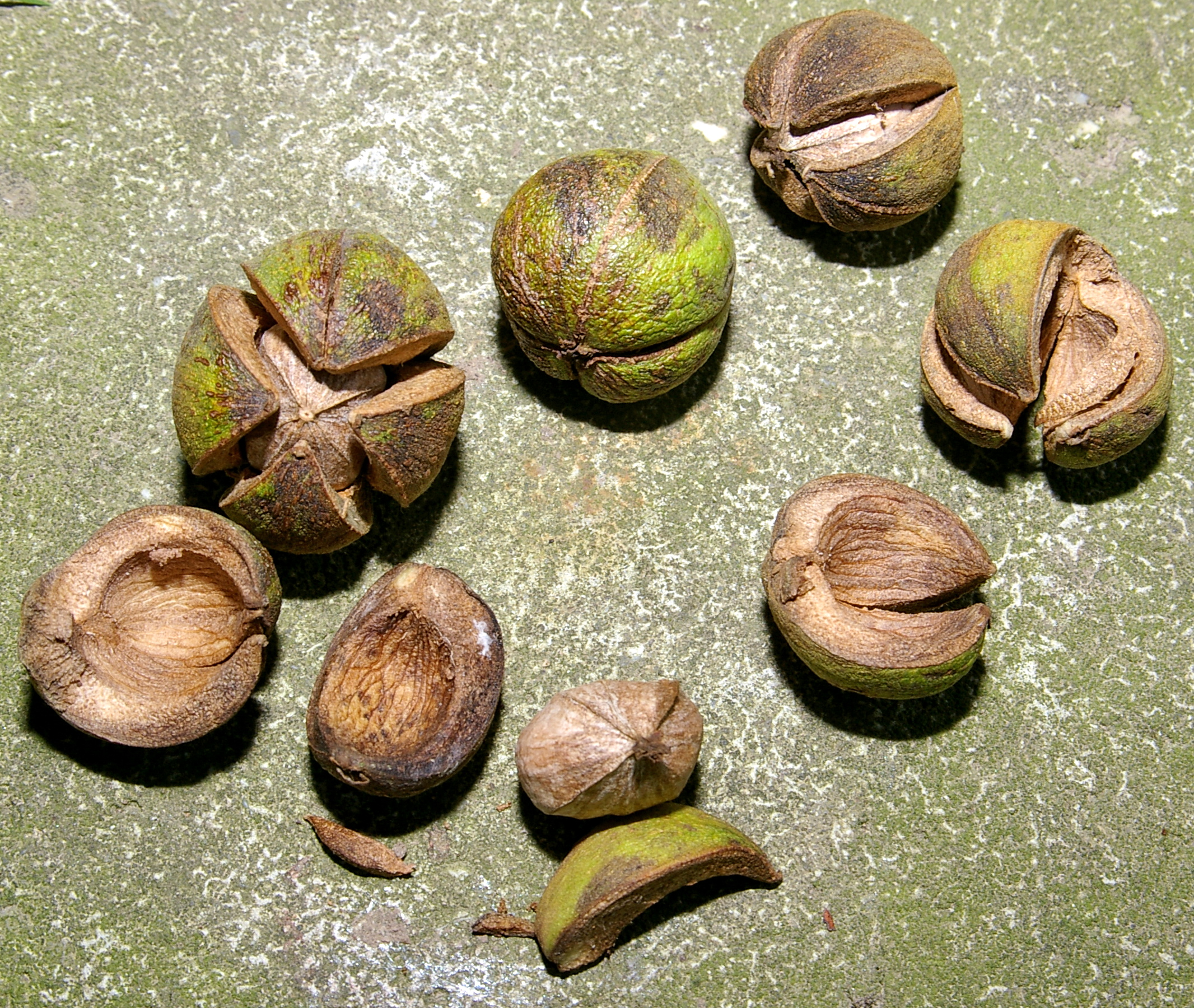
Hickoryfrucht

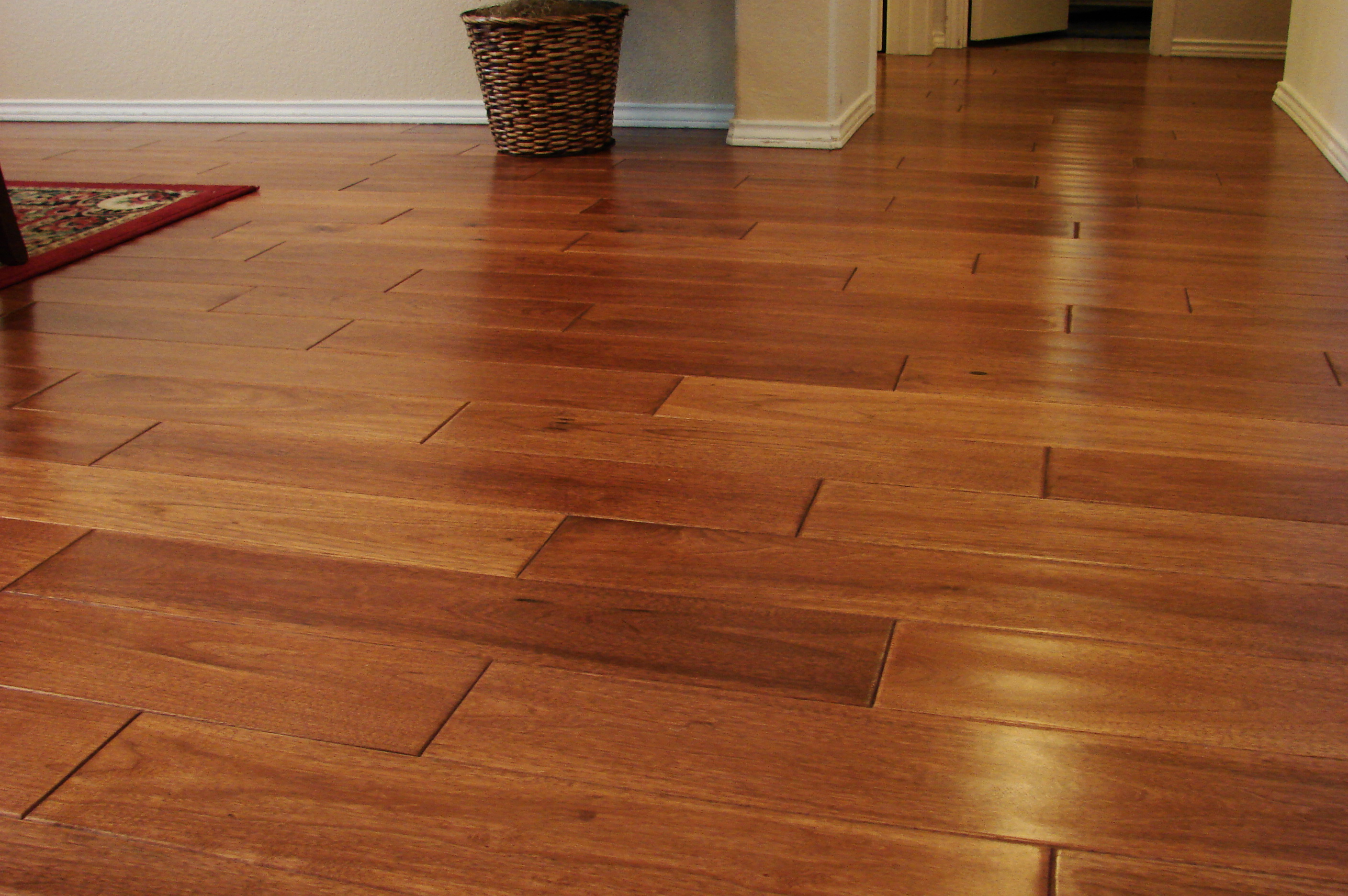
Parkett aus Hickoryholz

Hickory (Carya) ist eine Gattung von Bäumen aus der Familie der Walnussgewächse (Juglandaceae). Die Gattung besitzt heute nur mehr in Nordamerika und Ostasien natürliche Vorkommen, ist aber in fossilen Floren aus dem Tertiär auch in Europa nachgewiesen.

## Namensherkunft
Das Wort „Hickory“ ist eine aphäretische Form des früheren Pohickory, einer bereits verkürzten Form des älteren Pokahickory. Dieses ist entlehnt vom Wort Pawcohiccora aus der Sprache der Virginia-Algonkin und bedeutete Hickory-Nussfleisch bzw. ein daraus hergestelltes, süß schmeckendes Nussmilchgetränk (Hickory milk).

## Beschreibung
Hickory-Arten sind laubabwerfende Bäume.
Die wechselständigen und gestielten Laubblätter sind unpaarig gefiedert. Der Blattstiel und die Rhachis sind mehr oder weniger behaart bis kahl und schuppig. Die Blättchen sind kurz gestielt und meist gesägt, selten ganzrandig. Sie sind mehr oder weniger behaart und schuppig, oberseits weniger bis fast kahl, unterseits dichter und teils drüsig-schuppig.
Hickory-Arten sind einhäusig monözisch. Es kann Dichogamie vorkommen. Es werden ährige Blütenstände gebildet. Die hängenden, männlichen Kätzchen sind achselständig und vielblütig, die wenigblütigen weiblichen aufrechten Ähren sind endständig und nur kurz. Die eingeschlechtlichen Blüten sind im Prinzip ohne Blütenhülle. Die Kelchblätter sind zu einer „Narbenscheibe“ unter den Narbenästen reduziert. Die männlichen Blüten sind von einem Vorblatt und zwei Deckblättern begleitet, die weiblichen besitzen eine verwachsene und gelappte „Hülle“ (verwachsene Vor- und Deckblätter). Es sind bei den männlichen Blüten bis zu 10, meist 4, Staubblätter vorhanden. Der unterständige, einkammerige Fruchtknoten aus zwei Fruchtblättern ist mit der „Hülle“ verwachsen, die zwei großen Narbenäste sind sitzend.
Es werden einsamige Nussfrüchte (Scheinfrucht) in einer teils gerippten bis kurz geflügelten Fruchthülle gebildet, die sich klappig öffnen. Die Früchte sind ähnlich wie bei den Walnüssen.

## Verwendung
Einige, aber nicht alle Hickory-Arten haben ein hartes, belastbares und haltbares Holz. Das Holz ist beliebt für die Erzeugung von Werkzeugstielen (z. B. Hämmer, Beile), Bögen, Drumsticks, Lacrossesticks und Ähnlichem, lange Zeit auch für Ladestöcke von Vorderladern. Auch für traditionelles Barbecue wird Hickory in Nordamerika gerne verwendet. Bis etwa Mitte des 20. Jahrhunderts wurden auch Ski sowie die Schäfte von Baseball- und Golfschlägern aus Hickory gefertigt. Die Vintage-Variante des Golfsports wird deshalb Hickory-Golf genannt.
Der Ausdruck Hickory entstammt der Sprache der Algonkin-Indianer, „pocohiquara“, und war die Bezeichnung für ein Getränk aus gepressten Hickorynüssen. Das Verbreitungsgebiet der nordamerikanischen Hickorybäume umfasst die Ostküste sowie den Raum des Mittleren Westens. Schon von den Indianern des östlichen Waldlandes wurde Hickory als Bogenholz geschätzt. Es wird auch noch heute als Bogenholz verwendet und ist eines der besten Hölzer für diesen Zweck.
Aufgrund der Robustheit und Resistenz bei Trockenheit gelten einige Hickory-Arten trotz ihres langsamen Wachstums als mögliche Kandidaten für den Waldumbau aufgrund des Klimawandels.

## Arten
- Hickory (Carya Nutt.)
  - Wasser-Hickory (Carya aquatica (F. Michx.) Elliott): Sie kommt in den zentralen und südöstlichen Vereinigten Staaten vor.[4]
  - Chinesische Pekannuss (Carya cathayensis Sarg.): Sie kommt in den chinesischen Provinzen Anhui, Zhejiang, Jiangxi und Guizhou vor.[4]
  - Bitternuss (Carya cordiformis (Wangenh.) K.Koch)
  - Carya floridana Sarg.: Sie kommt in Florida vor.[4]
  - Ferkelnuss (Carya glabra (Mill.) Sweet)
  - Carya hunanensis W.C. Cheng & R.H.Chang: Sie kommt in den chinesischen Provinzen Hunan, Guizhou und Guangxi vor.[4]
  - Pekannuss (Carya illinoinensis (Wangenh.) K.Koch)
  - Carya kweichowensis Kuang & A.M.Lu: Sie kommt in der chinesischen Provinz Guizhou vor.[4]
  - Königsnuss (Carya laciniosa (F.Michx.) W.P.C.Barton): Sie kommt in Ontario und in den zentralen und östlichen Vereinigten Staaten vor.[4]
  - Muskat-Hickory (Carya myristiciformis (F.Michx.) Elliott): Sie kommt in Oklahoma, in den südlichen Vereinigten Staaten und im mexikanischen Bundesstaat Nuevo León vor.[4]
  - Schuppenrinden-Hickory (Carya ovata (Mill.) K.Koch): Sie kommt in Kanada, in den Vereinigten Staaten und in Mexiko vor.[4]
  - Sand-Hickory (Carya pallida (Ashe) Engl. & Graebn.): Sie kommt in den nördlichen, zentralen und östlichen Vereinigten Staaten vor.[4]
  - Carya palmeri W.E.Manning: Aus Mexiko.
  - Carya poilanei (A.Chev.) Leroy: Aus Laos und Vietnam.
  - Carya sinensis Dode: Aus Vietnam und dem südlichen China.
  - Texas-Hickory (Carya texana Buckley): Sie kommt in den zentralen und in den östlichen Vereinigten Staaten vor.[4]
  - Spottnuss-Hickory (Carya tomentosa (Lam.) Nutt.): Sie kommt in den zentralen und in den östlichen Vereinigten Staaten vor.[4]
  - Carya tonkinensis Lecomte: Sie kommt in Assam, in Vietnam und in den chinesischen Provinzen Yunnan und Guangxi vor.[4]

## Rezeption
Der siebte US-Präsident und Gründer der Demokratischen Partei der USA, Andrew Jackson, erwarb sich in den Kriegen gegen die Briten und die amerikanischen Ureinwohner den Beinamen „Old Hickory“.
In den Abenteuern des Huckleberry Finn wird Huck von seinem Vater regelmäßig mit einem Hickory-Stock verprügelt.
Die Folkrock-Band The Byrds nahm für ihr erstes Country-Album Sweetheart of the Rodeo eine Gram-Parsons-Komposition namens Hickory Wind auf.